# Primer ministro de Guinea
El primer ministro de la República de Guinea (en francés: Premier ministre de la République de Guinée) es el jefe del Gobierno de la República de Guinea. Es el encargado de dirigir, controlar, coordinar y de impulsar la acción del Gobierno guineano. El último primer ministro constitucional fue Ibrahima Kassory Fofana (2018-2021), pero actualmente el cargo se encuentra en estado de  transición desde el golpe de Estado del 5 de septiembre de 2021. El puesto de primer ministro de transición lo ocupa Bah Oury desde el 27 de febrero de 2024.

## Historia del cargo
No fue hasta 1972 cuando el presidente de la República Ahmed Sékou Touré aprobó la creación del cargo de primer ministro, pues hasta ese momento había establecido un régimen presidencialista. La primera persona en ocupar el puesto fue Louis Lansana Beavogui, miembro, al igual que el presidente, del Partido Democrático de Guinea. Tras la muerte de Touré en 1984 se produjo un golpe militar liderado por el oficial Lansana Conté que derrocó al presidente interino Beavogui, en ese momento primer ministro. El nuevo hombre fuerte del país estableció y presidió el Comité Militar para la Renovación Nacional (CMRN); Diarra Traoré, miembro del comité militar, fue nombrado primer ministro. Sin embargo, ese mismo año, Traoré encabezó un golpe militar contra Conté que acabó en fracaso. Traoré fue ejecutado y el cargo de primer ministro fue abolido.
Años después el mismo Conté iniciaba la reforma hacia la democratización del país que incluía algunos cambios políticos como reforma constitucional, la vuelta al multipartidismo y el restablecimiento del cargo de primer ministro en la figura de Sidya Touré, un tecnócrata, que sin embargo fue obligado a dimitir en 1999.
A partir de este momento, el cargo de primer ministro recayó en miembros del partido del presidente, el Partido de la Unidad y del Progreso (PUP), favorecidos por la victorias del partido en las elecciones presidenciales y parlamentarias. Sin embargo las divisiones dentro del partido tras la destitución de Cellou Dalein Diallo (2004-2006) y la política del presidente Conté generaron una ola de masivas protestas contra la corrupción y una huelga general (iniciada en enero de 2007), que acabó con un acuerdo entre el presidente y la oposición: el cargo de primer ministro sería jefe del gobierno ya que hasta el momento era considerado un ministro más y recaería en el independiente Lansana Kouyaté.
Pese al acuerdo las diferencias existentes entre el presidente y el nuevo primer ministro, forzaron la dimisión de este último al cabo de un año y su sustitución por el independiente Ahmed Tidiane Souaré. El gobierno de Conté fue derrocado por el golpe de Estado en Guinea en 2008. Los militares prometieron un gobierno civil siendo elegido para el cargo de primer ministro Kabiné Komara, quien formó un gobierno con militares y civiles sin afiliación política que se mantuvo en el poder un año. Su sustituto, en 2010,  fue el líder de la oposición Jean-Marie Doré.
Tras la victoria en las presidenciales de 2010 del candidato Alpha Condé recayó en los independientes Mohamed Said Fofana y Mamady Youla (2010-2018). En 2018 fue nombradoIbrahima Kassory Fofana (Guinea para Todos), que fue confirmado tras la reelección de Condé en 2020. La inestabilidad interna provocada por el tercer mandato de Condé (no contemplada en la constitución guineana) provocó el golpe de Estado de 2021. La nueva junta militar, el Comité Nacional de Reconciliación y Desarrollo de Guinea aprobó el nombramiento de Mohamed Béavogui para el cargo de primer ministro de transición el 6 de octubre de 2021.

## Funciones y responsabilidades[4]
Hasta 2007 el primer ministro era un miembro más del gobierno sin atribuciones ejecutivas ya que estas estaban reservadas al presidente, jefe de Estado y jefe de Gobierno. Pero las protestas masivas entre enero y marzo de 2007 llevaron al entonces presidente Conté ha dotar a la figura del jefe del gobierno de verdadero poder. que fue confirmada en la Constitución de 2010. La nueva constitución de 2020, actualmente en suspenso, estableció sus funciones y responsabilidades.
El primer ministro es nombrado por el presidente de la República, sin depender de las mayorías parlamentarias, y le corresponde la autoridad sobre el resto de ministros (artículo 59). El primer ministro propone a sus ministros que son nombrados por el presidente de la República (artículo 60), que es quien preside el Consejo de Ministros (artículo 35). Pese a su funciones ejecutivas determinadas por el artículo 61: dirigir la administración, asegurar la ejecución de las leyes y las decisiones de la justicia; el presidente de la República es el que determina la política nacional y el primer ministro  quien la ejecuta. Con la toma de posesión del primer ministro, este debe presentar su programa de gobierno a la Asamblea Nacional que deberá debatirlo y votarlo (artículo 63).
Según el artículo 62, los ministros son responsables ante el primer ministro (responsables solidariamente de las decisiones del Consejo de Ministros) es responsable ante él, quien a su vez es responsable ante el presidente de la República. Pese a este artículo, la Asamblea Nacional esta también encargada de controlar la acción del gobierno, evaluar las políticas públicas y aprobar los presupuestos del Gobierno (artículo 80).
Además el primer ministro, tras deliberar el Consejo de Ministros, puede someter a votación en la Asamblea Nacional su programa o la votación de una ley. Del mismo modo, como determina el artículo 98, que la Asamblea Nacional puede cuestionar la responsabilidad del Gobierno votando una moción de censura (presentada por 1/10 de los miembros). Si el primer ministro no superara la votación de su programa político o de una moción de censura, este deberá presentar su dimisión al Presidente de la República (artículo 99)
La constitución del país establecen que el primer ministro deberá presentar una declaración de honor y de bienes al tomar posesión y al dejar el cargo, así como la incompatibilidades del cargo con otros cargos institucionales o privados.

## Primeros ministros (1972-actualidad)
| Espectro político                     |
| ------------------------------------- |
| PDG-RDA PUP RPG Independiente UPG GPT |

| Primer ministro                                               | Primer ministro                                  | Primer ministro                                  | Inicio                                           | Fin                                              | Partido                                          | Elecciones                  | Presidente                    | Presidente                      | Presidente |
| ------------------------------------------------------------- | ------------------------------------------------ | ------------------------------------------------ | ------------------------------------------------ | ------------------------------------------------ | ------------------------------------------------ | --------------------------- | ----------------------------- | ------------------------------- | ---------- |
| 1                                                             |                                                  | Louis Lansana Beavogui (1923-1984)               | 26 de abril de 1972                              | 3 de abril de 1984                               | PDG-RDA                                          | Designado por el presidente |                               | Ahmed Sékou Touré (1958-1984)   |            |
| -                                                             |                                                  | Louis Lansana Beavogui (1923-1984)               | 26 de abril de 1972                              | 3 de abril de 1984                               | PDG-RDA                                          | Designado por el presidente | Louis Lansana Beavogui (1984) |                                 |            |
| 2                                                             |                                                  | Diarra Traoré (1935-1985)                        | 3 de abril de 1984                               | 18 de diciembre de 1984                          | Militar (CMRN)                                   | Designado por el presidente |                               | Lansana Conté (1984-1992)       |            |
| Puesto abolido (18 de diciembre de 1984 - 9 de julio de 1996) |                                                  |                                                  |                                                  |                                                  |                                                  |                             |                               | Lansana Conté (1984-1992)       |            |
| 3                                                             |                                                  | Sidya Touré (1945-)                              | 9 de julio de 1996                               | 8 de marzo de 1999                               | Independiente                                    | Designado por el presidente |                               | Lansana Conté (1992-2008)       |            |
| 4                                                             |                                                  | Lamine Sidimé (1944-)                            | 8 de marzo de 1999                               | 23 de febrero de 2004                            | PUP                                              | Designado por el presidente |                               | Lansana Conté (1992-2008)       |            |
| 5                                                             |                                                  | François Lonseny Fall (1949-)                    | 23 de febrero de 2004                            | 30 de abril de 2004                              | PUP                                              | Designado por el presidente |                               | Lansana Conté (1992-2008)       |            |
| Vacante (30 de abril - 9 de diciembre de 2004)                |                                                  |                                                  |                                                  |                                                  |                                                  | Designado por el presidente |                               | Lansana Conté (1992-2008)       |            |
| 6                                                             |                                                  | Cellou Dalein Diallo (1952-)                     | 9 de diciembre de 2004                           | 5 de abril de 2006                               | PUP                                              | Designado por el presidente |                               | Lansana Conté (1992-2008)       |            |
| Vacante (5 de abril de 2006 - 9 de febrero de 2007)           |                                                  |                                                  |                                                  |                                                  |                                                  | Designado por el presidente |                               | Lansana Conté (1992-2008)       |            |
| 7                                                             |                                                  | Eugène Camara (1942-2019)                        | 9 de febrero de 2007                             | 1 de marzo de 2007                               | PUP                                              | Designado por el presidente |                               | Lansana Conté (1992-2008)       |            |
| 8                                                             |                                                  | Lansana Kouyaté (1950-)                          | 1 de marzo de 2007                               | 23 de mayo de 2008                               | Independiente                                    | Designado por el presidente |                               | Lansana Conté (1992-2008)       |            |
|                                                               |                                                  | Ahmed Tidiane Souaré (1951-)                     | 23 de mayo de 2008                               | 24 de diciembre de 2008                          | Independiente                                    | Designado por el presidente |                               | Lansana Conté (1992-2008)       |            |
| 9                                                             |                                                  | Ahmed Tidiane Souaré (1951-)                     | 23 de mayo de 2008                               | 24 de diciembre de 2008                          | Independiente                                    | Designado por el presidente | Aboubacar Somparé (2008)      |                                 |            |
| 10                                                            |                                                  | Kabiné Komara (1945-)                            | 30 de diciembre de 2008                          | 26 de enero de 2010                              | Independiente                                    | Designado por el presidente |                               | Moussa Dadis Camara (2008-2009) |            |
|                                                               |                                                  | Kabiné Komara (1945-)                            | 30 de diciembre de 2008                          | 26 de enero de 2010                              | Independiente                                    | Designado por el presidente | Sékouba Konaté (2009-2010)    |                                 |            |
| 11                                                            |                                                  | Jean-Marie Doré (1938-2016)                      | 26 de enero de 2010                              | 24 de diciembre de 2010                          | UPG                                              | Designado por el presidente |                               |                                 |            |
| 12                                                            |                                                  | Mohamed Said Fofana (1952-)                      | 24 de diciembre de 2010                          | 29 de diciembre de 2015                          | Independiente                                    | Designado por el presidente |                               | Alpha Condé (2010-2021)         |            |
| 13                                                            |                                                  | Mamady Youla (1961-)                             | 29 de diciembre de 2015                          | 24 de mayo de 2018                               | Independiente                                    | Designado por el presidente |                               | Alpha Condé (2010-2021)         |            |
| 14                                                            |                                                  | Ibrahima Kassory Fofana (1954-)                  | 24 de mayo de 2018                               | 5 de septiembre de 2021                          | GPT                                              | Designado por el presidente |                               | Alpha Condé (2010-2021)         |            |
| Vacante (5 de septiembre - 6 de octubre de 2021)              | Vacante (5 de septiembre - 6 de octubre de 2021) | Vacante (5 de septiembre - 6 de octubre de 2021) | Vacante (5 de septiembre - 6 de octubre de 2021) | Vacante (5 de septiembre - 6 de octubre de 2021) | Vacante (5 de septiembre - 6 de octubre de 2021) | Designado por el presidente |                               | Mamady Doumbouya (2021-)        |            |
| 15                                                            |                                                  | Mohamed Béavogui (1953-)                         | 6 de octubre de 2021                             | 17 de julio de 2022                              | Independiente                                    | Designado por el presidente |                               | Mamady Doumbouya (2021-)        |            |
| 16                                                            |                                                  | Bernard Goumou (1980-)                           | 16 de julio de 2022                              | 19 de febreiro de 2024                           | Independiente                                    | Designado por el presidente |                               | Mamady Doumbouya (2021-)        |            |
| Vacante (19 de febrero - 27 de febrero de 2024)               |                                                  |                                                  |                                                  |                                                  |                                                  |                             |                               | Mamady Doumbouya (2021-)        |            |
| 17                                                            |                                                  | Bah Oury (1958-)                                 | 27 de febrero de 2024                            | en el cargo                                      | UDRG                                             |                             |                               | Mamady Doumbouya (2021-)        |            |